# Contea di Pingle
La contea di Pingle (平乐县S, Pínglè XiànP) è una contea della Cina, situata nella regione autonoma di Guangxi e amministrata dalla prefettura di Guilin.